# 博胡米尔·莫德里
博胡米尔·莫德里（捷克語：Bohumil Modrý，1916年9月24日—1963年7月21日），捷克男子冰球运动员。他曾代表捷克斯洛伐克国家队参加1948年冬季奥林匹克运动会冰球比赛，获得一枚银牌。